# Терзиоглу, Барыш
Барыш Терзиоглу (тур. Barış Terzioğlu; род. 28 августа 1984, Ризе) — турецкий игрок в пляжный футбол. Выступает за сборную Турции.

## Биография
Родился 28 августа 1984 года в городе Ризе. Кроме него в семье было ещё четверо детей. Вырос в Измире. Окончил Эгейский университет по специальности физическое воспитание и спорт. С 2013 года работает учителем физкультуры в Измире.
Занимался футболом в системе клубов «Алтынорду» и «Измирспор». На любительском уровне отыграл порядка 20 лет. Пляжным футболом начал заниматься в 2009 году. Неоднократно становился чемпионом Турции по пляжному футболу. Играл за пляжный футбольные клубы «Бешикташ», «Аланьяспор» и «Эркиз». Лучший игрок чемпионата Турции 2022 года.
С 2011 года выступает за сборную Турции по пляжному футболу. Всего за сборную провёл порядка 100 матчей. В 2017 году был признан лучшим игроком Кубка Дружбы.

## Достижения
- Чемпион Турции по футболу: 2011[5], 2012[6]